# NGC 995
NGC 995 (również PGC 10008 lub UGC 2118) – galaktyka soczewkowata (S0), znajdująca się w gwiazdozbiorze Andromedy. Odkrył ją Édouard Jean-Marie Stephan 8 grudnia 1871 roku.